# 堆龙德庆区
堆龙德庆区（藏語：སྟོད་ལུང་བདེ་ཆེན་ཆུས།，威利转写：stod lung bde chen chus，藏语拼音：Doilung Dêqên Qü）是中华人民共和国西藏自治區拉萨市下属的一个市辖区。藏语中意思是“上谷极乐”。位于拉萨河南拐弯处，雅鲁藏布江中游。
原为堆龙德庆县，2015年10月13日，经国务院批准，撤销堆龙德庆县，设立堆龙德庆区。

## 人口
根據第七次人口普查數據，截至2020年11月1日零時，堆龍德慶區常住人口為91065人。

## 交通
京藏高速、 雅叶高速、青藏公路（ 109国道）、 318国道、拉贡公路等交通干线横贯区境。另有县道12条，乡道35条，总长度为270公里。
青藏铁路、拉日铁路：拉萨站

## 行政区划
堆龙德庆区下辖4个街道办事处、3个镇：
东嘎街道、乃琼街道、羊达街道、柳梧街道、古荣镇、马镇和德庆镇。